# Pistoleta
Pistoleta (fl. 1185-1228) è stato un trovatore provenzale.
Il suo nome (in realtà un soprannome) significa in occitano "piccola lettera" (epistola, pistola). Ci ha lasciato undici canzoni, tra cui nove cansos e due tenzones. Alcuni dei suoi componimenti sono attribuiti a un altrimenti ignoto Jordan de Born negli indici del canzoniere C, un manoscritto occitano del XIV secolo.
Secondo quanto si legge nella sua vida, era un cantaire (cantore) di Arnaut de Maruoill, il che implica che fosse stato un joglar (giullare, menestrello) che cantava le canzoni di Arnaut o forse agiva come messaggero portando le sue canzoni da un luogo all'altro sia oralmente che per iscritto. Può essere stato il messaggero delle canzoni d'amore di Arnaut alla "Contessa di Burlatz" (comtessa de Burlats); questo spiegherebbe il suo soprannome. Se la vida è esatta in merito al primo periodo della sua carriera, allora il Pistoleta era probabilmente un joglar a cominciare dal 1195 circa o forse 1185, iniziando la sua propria carriera di compositore soltanto intorno al 1205.
Cinque canzoni di Pistoleta contengono riferimenti al Re di Aragona, che usualmente si presume sia Pietro II. A un certo punto diventa vassallo di Pietro, dato che scrive in Ai! tan sospir mi venon noit e dia del reis d'Arragon, de cui ai fait siengnor ("re di Aragona, di cui io feci il [mio] signore"). Da ciò si può dedurre che egli trascorse un certo tempo alla corte di Pietro, dedicando al re almeno una poesia, Anc mais nulhs hom no fon apoderatz, lontano dalla sua corte. Si dice che abbia anche avuto relazioni con Ebolo V di Ventadorn, Tommaso I di Savoia e Blacas III di Aulps. Nella sua giovinezza può avere viaggiato nel Limosino e nella Linguadoca incontrando Maria de Ventadorn, moglie di Ebolo.
Appena dopo l'ottobre del 1214, Pistoleta scrive Ses chantars fos grazitz, una sorta di planh, in cui vi si lamenta la scomparsa di Pietro II e Alfonso VIII di Castiglia rispettivamente nel 1213 e nel 1214:
Dopo aver composto questa canzone, probabilmente in Linguadoca o in Catalogna (ciò implica che Pistoleta avesse visitato Perpignano), dove Pietro e Alfonso erano attivi di frequente, ritorna a est del Rodano verso la Provenza. Probabilmente in questo periodo viaggia nella Savoia, dove incontra Tommaso I, e in Provenza Blacas, con cui discute, pressappoco dopo il 1220, dato che egli fa menzione dell'emperaire (imperatore) Federico II, incoronato nel 1220, il quale diventa sovrano della Provenza questo stesso anno.
Sebbene il biografo di Pistoleta deduce che le "avvenenti melodie" (avinens sons, lett. suoni avvenenti) fossero tipiche del suo lavoro, soltanto una melodia ci è pervenuta (per il suo sirventes popolare e ben conservato che inizia con Ar agues eu mil mars de fin argen) in due versioni differenti. La sua composizione e molto più conservatrice rispetto a quella del suo maestro Arnaut. Anche se ben stimato nell'"alta società", resta un conversatore mediocre e di aspetto sgradevole. Alla fine si stabilisce a Marsiglia, prendendo moglie e diventando un mercante, acquistando una considerevole ricchezza che gli permise di rinunciare alle sue esibizioni itineranti di corte in corte. Sfortunatamente, non vi è una documentazione che corrobori puntualmente tutte le notizie contenute nella sua vida.
Pistoleta scrisse anche unatenso con una trobairitz (trovatrice donna) anonima: Bona domna, un conseill vos deman ("Gentil Donna, un consiglio vi chiedo").